# 西班牙穹丘
62°38′16″S 60°21′24″W / 62.63778°S 60.35667°W

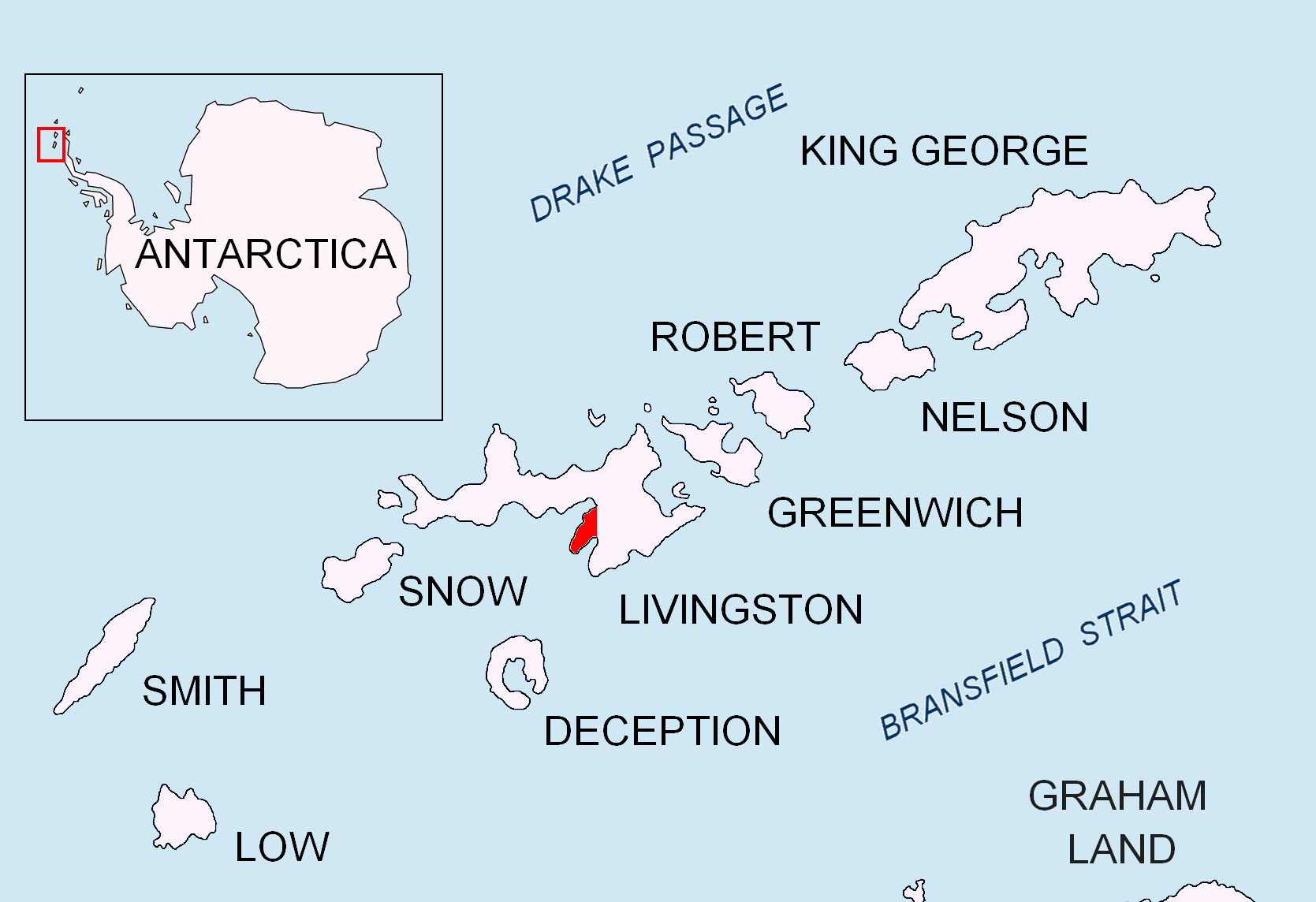

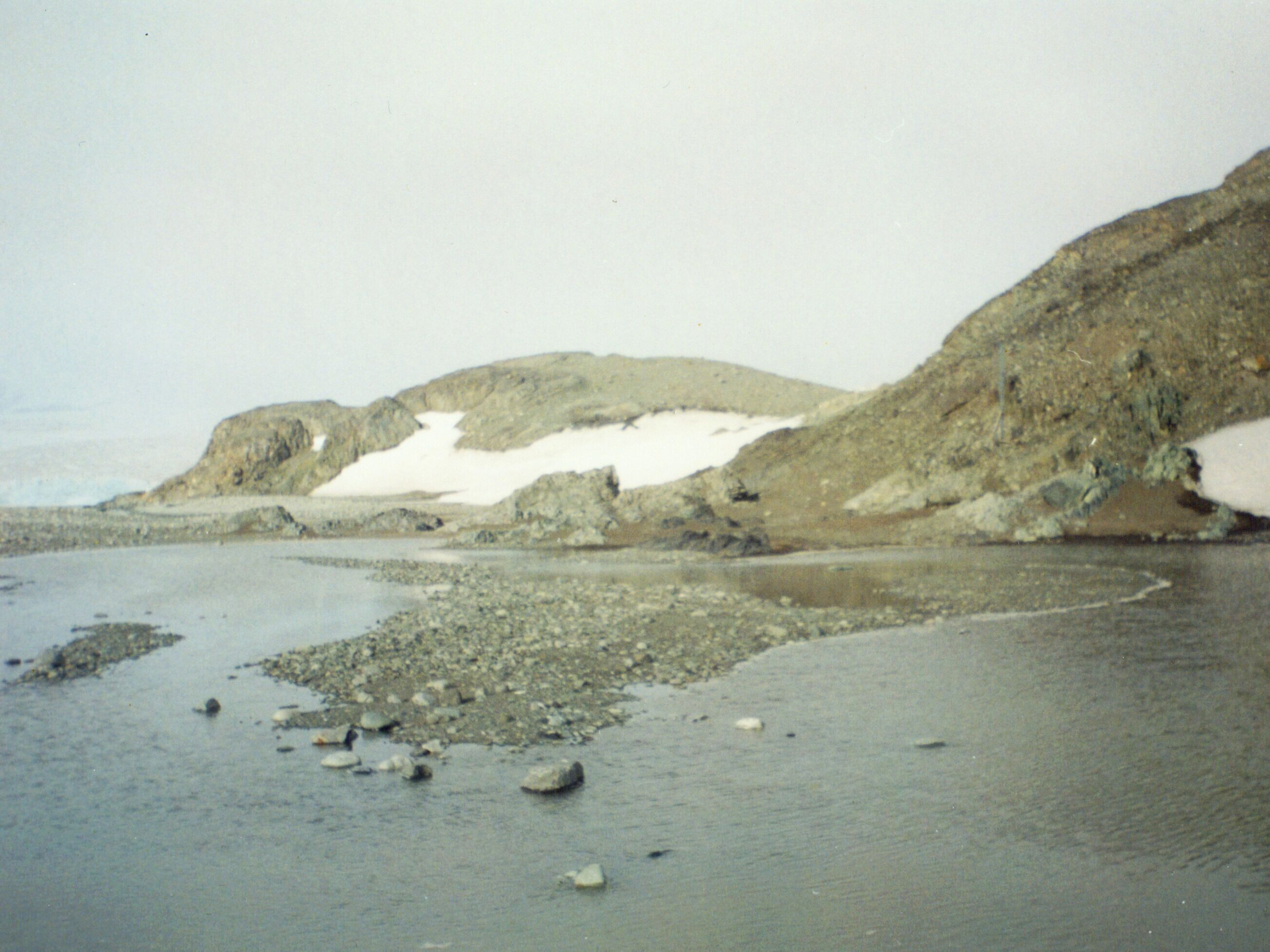

西班牙穹丘是南極洲的穹丘，位於南設得蘭群島的利文斯頓島東部，處於錫內莫雷茨山東北面0.37公里、西班牙角西南面0.29公里和貝洛澤姆山西南面0.52公里，海拔高度48米。

## 外部連結
- SCAR Composite Antarctic Gazetteer（页面存档备份，存于）.